# Raffaello Furia
Raffaello Furia (fl. XX secolo) è stato un calciatore italiano, di ruolo centrocampista.

## Carriera
Militare a Roma, gioca con la Lazio nel campionato di Prima Divisione 1921-1922. Con la maglia del Brescia ha disputato 18 partite del campionato di Prima Divisione 1922-1923: esordì il 10 dicembre a Novara, in una gara persa contro la squadra locale (1-0). Nel corso del torneo, segnò cinque reti: una tripletta al Savona, un gol alla Lucchese ed uno al Livorno. Intorno agli anni trenta è stato un arbitro di calcio.